# Береке (Балхаський район)
Береке́ (каз. Береке) — село у складі Балхаського району Алматинської області Казахстану. Адміністративний центр Берекенського сільського округу.
У радянські часи село називалось «25 років Цілини».
Населення — 1153 особи (2021; 1199 у 2009, 1270 у 1999, 1406 у 1989).